# Chada-Bułak (rejon ołowianniński)
Chada-Bułak (ros. Хада-Булак) – osiedle w Rosji, w Kraju Zabajkalskim, w rejonie ołowianniński. W 2021 liczyło 1100 mieszkańców.